# Centaurea shumkana
Centaurea shumkana — вид квіткових рослин родини айстрових (Asteraceae). Ареал: пд.-сх. Албанія.

## Етимологія
Вид названий на честь доктора Спасе Шумка, уродженця Горіци-е-Фогель, села Макро-Преспа. Він зробив великий внесок у роботу над албанською частиною національного парку Преспа.

## Екологія
Вапнякові скелясті скелі над обома Преспанськими озерами. 

## Морфологічний опис
Трав'янистий багаторічник здерев'янілий біля основи. Стебла 40–80 см, поодинокі або кілька, від основи часто розгалужені, з кількома гілками у верхній частині одноголовчастими. Листки сірувато-біло запушені, рідко голі. Прикореневі листки перистороздільні, сегменти вузьколанцетні, досить мінливі; верхні стеблові листки ланцетні, цілісні. Квіткові голови яйцеподібні, 11–13 × 5–6 мм (без квіток); листочки оцвітини голі, 3-жилкові; придатки від коричневого до темно-коричневого. Квіточки жовті, 16‒20 мм. Сім'янки 2.8‒3.1 × 1.3‒1.6 мм, чорно-бурі, запушені; волоски папуса коротші за тіло сім'янки, зовнішні волоски 1‒1.2 мм. Цвіте і плодоносить у червні та липні<ref name="Wagenitz">.